# بریت لوموند
بریت لوموند (انگلیسی: Britt Lomond؛ ۱۲ آوریل ۱۹۲۵ – ۲۲ مارس ۲۰۰۶) یک هنرپیشه اهل ایالات متحده آمریکا بود. وی بین سال‌های ۱۹۵۶ تا ۱۹۸۳ میلادی فعالیت می‌کرد.